# Escola de Treino de Voo Básico N.º 1 da RAAF
A Escola de Treino de Voo Básico N.º 1 (No. 1 BFTS) foi uma escola de treino e instrução de voo da Real Força Aérea Australiana (RAAF). Juntamente com a Escola de Treino de Voo Inicial N.º 1 (No. 1 IFTS), foi formada em resposta à necessidade de novas e mais tripulações aéreas devido ao despoletar da Guerra da Coreia e da Emergência Malaia. A No. 1 BFTS foi criada em Dezembro de 1951 na Base aérea de Uranquinty, em Nova Gales do Sul, onde operava aviões de Havilland Tiger Moth e CAC Wirraway. A escola absorveu as actividades da No. 1 IFTS em Janeiro de 1955, dado que a necessidade de novos pilotos havia cessado com o cessar fogo da Guerra da Coreia. A No. 1 BFTS foi transferida para a Base aérea de Point Cook, Vitória, em Maio de 1958, numa altura em que apenas operava aviões CAC Winjeel. O seu programa de treino foi expandido por volta dos anos 60 graças à participação australiana na Guerra do Vietname. No final da década, em Janeiro de 1969, a escola foi re-formada como Escola de Treino de Voo N.º 1, em Point Cook.

## História
Antes da Segunda Guerra Mundial começar, todo o treino de pilotagem na Real Força Aérea Australiana era realizado por uma unidade, a Escola de Treino de Voo N.º 1 (No. 1 FTS), na Base aérea de Point Cook, em Vitória. Com a expansão do treino de tripulações e pilotos sob o Plano de Treino Aéreo do Império Britânico, a No. 1 FTS foi substituída por doze escolas de treino de voo elementar, uma escola de voo central e oito escolas de voo de treino de serviço. No pós-guerra, a falta de necessidade de um grande fluxo de cursos fez com que todas as escolas referidas fossem encerradas (com excepção da escola de voo central). Assim, a Escola de Treino de Voo N.º 1 voltou a ser formada a partir dos militares e equipamentos que eram da Escola de Treino de Voo de Serviço N.º 5, tornando-se mais uma vez na única unidade de formação de pilotos.

### Formação em Uranquinty

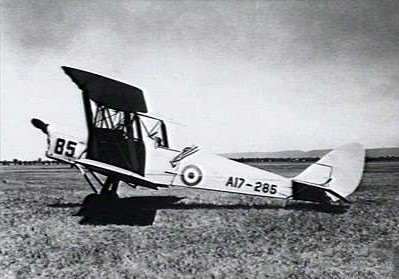
Um de Havilland Tiger Moth, a aeronave de treino básico da RAAF de 1940 até 1956-57

Em resposta à crescente necessidade de mais tripulações aéreas para o cumprimento dos compromissos australianos na Guerra da Coreia e na Emergência Malaia, o treino de voo voltou a sofrer uma expansão entre 1951 e 1952, resultando na divisão das funções da Escola de Treino de Voo N.º 1 em três unidades separadas. A própria escola de treino de voo foi reorganizada para se tornar na Escola de Treino de Voo Aplicado N.º 1 em Março de 1952, e assumiu a responsabilidade de treino e instrução em armamento avançado e combate aéreo em aviões CAC Wirraway. Entretanto, em Novembro de 1951, a Escola de Treino de Voo Inicial N.º 1 foi criada na Estação de Archerfield, em Queensland, para instruir os futuros pilotos em assuntos gerais sobre aeronáutica e o mundo militar, depois do qual receberiam treino de voo durante doze horas em aviões de Havilland Tiger Morth. Daqui, os pilotos graduados passariam pela Escola de Treino de Voo Básico, na Base aérea de Uranquinty, em Nova Gales do Sul, onde receberiam mais instrução aérea que incluía o manuseamento de instrumentos, formação e navegação nocturna. A primeira parte do treino nesta escola incluía quarenta horas em aviões Tiger Moth, depois das quais passariam por cinquenta horas em aviões Wirraway. Os alunos que concluíssem os estudos com sucesso neste escola passariam finalmente para a Escola de Treino de Voo Aplicado, antes de serem graduados como pilotos.
Quando a Escola de Treino de Voo Básico N.º 1 foi formada em Uranquinty no dia 1 de Dezembro de 1951, era composta por 377 efectivos, 37 aviões Tiger Moth e 37 aviões Wirraway, ficando sob a dependência hierárquica do Comando da Área do Sul da RAAF (que a partir de 1 de Outubro de 1953 passaria a designar-se como Comando de Treino). O primeiro curso de pilotos começou no dia 1 de Abril de 1952, e graduaram-se no dia 1 de Agosto. O primeiro curso da Escola de Treino de Voo Inicial N.º 1 transferiram-se no mesmo mês. Para além de pilotos da RAAF, a escola de treino básico também treinava pessoal do Exército Australiano e do braço aéreo da Real Marinha Australiana. Em Fevereiro de 1953 um protótipo, o CAC Winjeel, desenvolvido e produzido na Austrália, chegou à escola para passar por testes de voo. De Janeiro de 1956 até Fevereiro de 1957, o Winjeel gradualmente substituiu o Tiger Moth e o Wirraway como a aeronave de treino da Escola de Treino de Voo Básico N.º 1. Além destas aeronaves, a escola também possuía o simulador de voo Link Trainer. Em Novembro de 1954, depois do cessar fogo na Guerra da Coreia, a necessidade da RAAF relativamente a tripulações aéreas também cessou, o que resultou na junção da Escola de Treino de Voo Inicial N.º 1 com a Escola de Treino de Voo Básico N.º 1, depois do qual a escola de treino inicial deixou de existir.

### Mudança para Point Cook

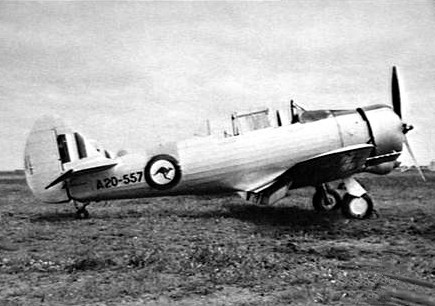
Um avião de treino Wirraway trainer, que acabaria por ser substituído pelo Winjeel

Em Maio de 19578, a Escola de Treino de Voo Aplicado N.º 1 foi transferida para a Base aérea de Pearce, na Austrália Ocidental, para ser equipada com aviões a jacto de Havilland Vampire. O seu lugar na Base aérea de Point Cook foi tomado pela Escola de Treino de Voo Básico N.º 1, que antes estava em Uranquinty. A base aérea em Uranquinty foi encerrada no dia 18 de Dezembro de 1958, e no dia seguinte a escola iniciou as suas operações em Point Cook. Nesta altura, os pilotos em formação voavam aproximadamente 85 horas nos Winjeel da Escola de Treino de Voo Básico N.º 1, passando mais tarde por 125 horas nos aviões a jacto Vampire em Pearce. No dia 31 de Dezembro de 1958, o Esquadrão de Treino de Voo no RAAF College, em Point Cook, foi encerrado, passando as suas funções para a escola de treino básico. A partir de 1961, os cadetes na recém-criada Academia da RAAF (a sucessora do RAAF College) passavam entre 25 a 50 horas em voo "motivacional" na escola, uma medida prática para os aliviar dos quatro anos de estudo. A meio de 1964, a escola tinha um efectivo de 182 elementos, incluindo 22 instrutores de voo e 30 aeronaves Winjeel. Os estudantes voavam, ao longo do curso que durava 40 semanas, 124 horas, incluindo 8 horas à noite, e esperava-se que após oito ou novo horas de voo os alunos começassem a voar sozinhos.

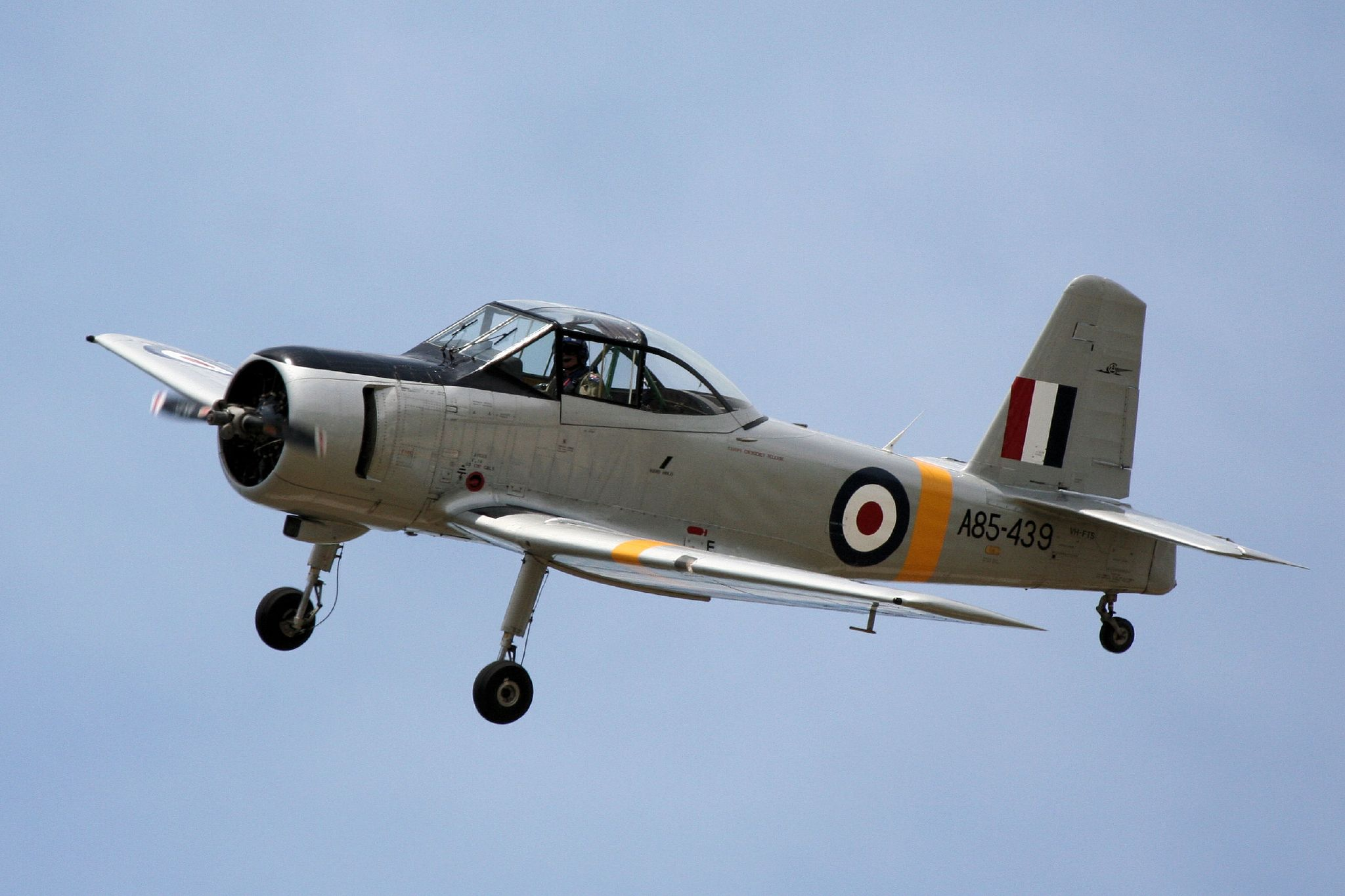
Um CAC Winjeel em voo

A velocidade dos treinos de voo aumentou a meio da década de 60, à medida que a RAAF inseria cada vez mais militares nos cursos, devido aos compromissos da Austrália na Guerra do Vietname. De acordo com o historiador oficial da RAAF, Alan Stephens, "não era incomum estarem treze aeronaves, algumas a ser pilotadas por estudantes inexperientes, estarem a voar todas ao mesmo tempo a formar um círculo nos céus de Point Cook, criando uma ambiente para os estudantes em que das duas uma: ou arriscavam ou ficavam em terra". Nesta altura, o rácio era de 3 estudantes por cada instrutor; um instrutor podia voar quatro vezes por dia, e mais duas vezes de noite quando houvesse treino de voo nocturno. A meio do ano de 1967, a Escola de Treino de Voo Básico N.º 1 tinha 34 instrutores, operava 40 aeronaves, e estava a realizar mais de duas mil horas de voo por mês; o seu programa de treino requeria o uso de pelo menos cinco pistas de aterragem em bases próximas, isto para aliviar a pressão das quatro pistas de Point Cook. No dia 31 de Dezembro de 1968, a Escola de Treino de Voo Básico N.º 1 foi dissolvida em Point Cook, devido ao re-estabelecimento da Escola de Treino de Voo N.º 1 no dia 1 de Janeiro de 1969. Ao mesmo tempo, a Escola de Treino de Voo Aplicado N.º 1 também foi dissolvida em Pearce e passou a designar-se como Escola de Treino de Voo N.º 2. A posterior racionalização do treino de voo da RAAF provocou o encerramento da Escola de Treino de Voo N.º 1 em Point Cook no dia 31 de Janeiro de 1993. Desde então, a instrução de voo inicial e básica tem sido realizada por civis contratados na Escola de Treino de Voo Básico das Forças de Defesa Australianas.